# Squash-Weltmeisterschaften im Doppel und Mixed 1997/Herrendoppel
Das Herrendoppel der Weltmeisterschaften im Doppel und Mixed 1997 im Squash wurde vom 11. bis 14. Dezember 1997 ausgetragen.
Chris Walker und Mark Cairns aus England setzten sich im Finale der beiden topgesetzten Paarungen gegen die Australier Dan Jenson und Craig Rowland mit 15:114 und 15:13 durch und wurden damit zu den ersten Squash-Weltmeistern im Doppel.
Das Teilnehmerfeld bestand aus zwölf Doppelpaarungen, die zu je sechs Paarungen in zwei Gruppen im Round-Robin-Modus gegeneinander antraten. Die Gruppensieger und Zweitplatzierten kamen ins Halbfinale und spielten im K.-o.-System die Plätze eins bis vier aus.

## Setzliste
| Nr. | Paarung                  | Erreichte Runde |
| --- | ------------------------ | --------------- |
| 01. | Dan Jenson Craig Rowland | Finale          |
| 02. | Chris Walker Mark Cairns | Sieg            |

### Zeichenerklärung
- Q = Qualifikant
- WC = Wildcard
- LL = Lucky Loser
- ALT = Ersatz (alternate)
- PR = Protected Ranking
- r = Aufgabe (retired)
- d = Disqualifikation
- w.o. = walkover

## Ergebnisse

### Vorrunde

#### Gruppe A
| Rang | Setzung | Doppel                              | Sp. | S | N | S.-Diff. | P.-Diff. | Pkt. |
| ---- | ------- | ----------------------------------- | --- | - | - | -------- | -------- | ---- |
| 1    | 1       | Dan Jenson Craig Rowland            | 5   | 4 | 1 | 9:3      | 173:140  | 8    |
| 2    |         | Zubair Jahan Khan Amjad Khan        | 5   | 4 | 1 | 9:3      | 166:139  | 8    |
| 3    |         | Abdul Faheem Khan Jackie Lee        | 5   | 3 | 2 | 6:6      | 172:157  | 6    |
| 4    |         | Jamie Crombie Doug Parent           | 5   | 2 | 3 | 5:7      | 150:148  | 4    |
| 5    |         | Aidan Harrison John Clarke          | 5   | 1 | 4 | 3:8      | 137:166  | 2    |
| 6    |         | Ronny Vlassaks Sjef van der Heijden | 5   | 1 | 4 | 3:8      | 118:166  | 2    |

| Spieler          | Spieler                    | Ergebnis            |
| ---------------- | -------------------------- | ------------------- |
| Jenson / Rowland | Vlassaks / van der Heijden | 15:9, 17:15         |
| Khan / Khan      | Crombie / Parent           | 15:11, 13:15, 15:12 |
| Khan / Lee       | Harrison / Clarke          | 16:17, 15:9, 15:12  |
| Jenson / Rowland | Crombie / Parent           | 15:10, 15:9         |
| Khan / Khan      | Harrison / Clarke          | 17:15, 15:9         |

| Spieler                    | Spieler                    | Ergebnis            |
| -------------------------- | -------------------------- | ------------------- |
| Vlassaks / van der Heijden | Khan / Lee                 | 15:11, 17:16        |
| Crombie / Parent           | Harrison / Clarke          | 15:9, 15:9          |
| Khan / Lee                 | Jenson / Rowland           | 13:15, 15:10, 15:12 |
| Khan / Khan                | Vlassaks / van der Heijden | 15:2, 15:5          |
| Crombie / Parent           | Vlassaks / van der Heijden | 15:17, 15:1, 15:9   |

| Spieler           | Spieler                    | Ergebnis          |
| ----------------- | -------------------------- | ----------------- |
| Khan / Khan       | Khan / Lee                 | 17:14, 15:12      |
| Jenson / Rowland  | Harrison / Clarke          | 15:12, 15:13      |
| Jenson / Rowland  | Khan / Khan                | 14:17, 15:7, 15:5 |
| Khan / Lee        | Crombie / Parent           | 15:12, 15:6       |
| Harrison / Clarke | Vlassaks / van der Heijden | 15:12, 17:16      |

#### Gruppe B
| Rang | Setzung | Doppel                        | Sp. | S | N | S.-Diff. | P.-Diff. | Pkt. |
| ---- | ------- | ----------------------------- | --- | - | - | -------- | -------- | ---- |
| 1    | 2       | Chris Walker Mark Cairns      | 5   | 4 | 1 | 9:3      | 170:122  | 8    |
| 2    |         | Kenneth Low Michael Soo       | 5   | 4 | 1 | 9:3      | 160:143  | 8    |
| 3    |         | Paul Steel Daniel Sharplin    | 5   | 4 | 1 | 9:4      | 142:155  | 8    |
| 4    |         | Michael Tootill Morgan Morris | 5   | 2 | 3 | 5:6      | 139:134  | 4    |
| 5    |         | Peter Hill Anthony Chua       | 5   | 1 | 4 | 2:9      | 111:155  | 2    |
| 6    |         | Graeme Sword Alan Thomson     | 5   | 0 | 5 | 1:10     | 107:161  | 0    |

| Spieler          | Spieler          | Ergebnis          |
| ---------------- | ---------------- | ----------------- |
| Walker / Cairns  | Sword / Thomson  | 15:7, 15:9        |
| Steel / Sharplin | Hill / Chua      | 15:12, 15:12      |
| Low / Soo        | Tootill / Morris | 15:13, 15:9       |
| Walker / Cairns  | Low / Soo        | 15:5, 12:15, 15:7 |
| Steel / Sharplin | Sword / Thomson  | 15:10, 15:8       |

| Spieler          | Spieler          | Ergebnis           |
| ---------------- | ---------------- | ------------------ |
| Tootill / Morris | Hill / Chua      | 15:9, 15:5         |
| Walker / Cairns  | Hill / Chua      | 15:7, 15:6         |
| Low / Soo        | Sword / Thomson  | 15:8, 15:11        |
| Steel / Sharplin | Tootill / Morris | 11:15, 15:11, 15:6 |
| Walker / Cairns  | Tootill / Morris | 15:13, 15:12       |

| Spieler          | Spieler          | Ergebnis            |
| ---------------- | ---------------- | ------------------- |
| Low / Soo        | Steel / Sharplin | 13:15, 15:13, 15:13 |
| Hill / Chua      | Sword / Thomson  | 11:15, 15:11, 15:9  |
| Steel / Sharplin | Walker / Cairns  | 15:10, 11:15, 15:13 |
| Low / Soo        | Hill / Chua      | 15:11, 15:8         |
| Tootill / Morris | Sword / Thomson  | 15:11, 15:8         |

### Finalrunde
|  | Halbfinale | Halbfinale                   | Halbfinale                   | Halbfinale                   | Halbfinale               |                          |                              | Finale | Finale | Finale | Finale | Finale | Finale | Finale | Finale |
|  |            |                              |                              |                              |                          |                          |                              |        |        |        |        |        |        |        |        |
|  | 1          | Dan Jenson Craig Rowland     | 15                           | 15                           |                          |                          |                              |        |        |        |        |        |        |        |        |
|  |            | Kenneth Low Michael Soo      | 14                           | 8                            |                          |                          |                              |        |        |        |        |        |        |        |        |
|  | 1          | Kenneth Low Michael Soo      | 14                           | 8                            | Dan Jenson Craig Rowland | Dan Jenson Craig Rowland | 11                           | 13     |        |        |        |        |        |        |        |
|  | 1          |                              |                              |                              |                          |                          | 11                           | 13     |        |        |        |        |        |        |        |
|  |            | 2                            | Chris Walker Mark Cairns     | Chris Walker Mark Cairns     | 15                       | 15                       |                              |        |        |        |        |        |        |        |        |
|  |            | 2                            | Chris Walker Mark Cairns     | Chris Walker Mark Cairns     | 15                       | 15                       | Zubair Jahan Khan Amjad Khan | 13     | 12     |        |        |        |        |        |        |
|  |            |                              |                              |                              |                          |                          |                              |        | 12     |        |        |        |        |        |        |
|  | 2          | Chris Walker Mark Cairns     | 15                           | 15                           |                          |                          |                              |        |        |        |        |        |        |        |        |
|  | 2          | Chris Walker Mark Cairns     | 15                           | 15                           | Spiel um Platz 3         |                          |                              |        |        |        |        |        |        |        |        |
|  |            |                              |                              |                              |                          |                          |                              |        |        |        |        |        |        |        |        |
|  |            | Kenneth Low Michael Soo      | Kenneth Low Michael Soo      | Kenneth Low Michael Soo      | 12                       | 10                       |                              |        |        |        |        |        |        |        |        |
|  |            | Zubair Jahan Khan Amjad Khan | Zubair Jahan Khan Amjad Khan | Zubair Jahan Khan Amjad Khan | 15                       | 15                       |                              |        |        |        |        |        |        |        |        |